# Jusqu'à la mort (film, 1975)
Pour les articles homonymes, voir Jusqu'à la mort.
Pour plus de détails, voir Fiche technique et Distribution.
Jusqu'à la mort (espagnol : Metralleta Stein ; italien : Squadra speciale antirapina) est un film hispano-italien sorti en 1975, réalisé par José Antonio de la Loma.

## Synopsis
Le chef de la police de Barcelone, Emilio Mendoza, se retrouve à devoir régler un compte avec un vieil adversaire, Mariano Beltrán, un bandit féroce qui vient de braquer une banque.

## Fiche technique
Sauf indication contraire, les informations mentionnées dans cette section peuvent être confirmées par la base de données cinématographiques IMDb,  présente dans la section « Liens externes ».
- Titre français : Jusqu'à la mort[1]
- Titre original espagnol : Metralleta Stein
- Titre italien : Squadra speciale antirapina[2]
- Réalisation : José Antonio de la Loma
- Scénario : José Antonio de la Loma
- Photographie : Antonio Millán
- Production : CB Films Producción
- Pays de production :  Espagne,  Italie
- Genre : Thriller
- Durée : 106 min
- Dates de sortie : 
  - Espagne : 27 janvier 1975[2]
  - Italie : 1978[2]
  - France : 28 juin 1978[1]

## Distribution
- John Saxon : Mariano Beltrán
- Francisco Rabal : Comissaire Mendoza
- Blanca Estrada (es) : Ana
- Frank Braña : El minero
- José María Blanco (es) : Andrés
- David Carpenter (es) : Carlitos
- Juan Llaneras (es) : Sebastián
- Manuel Gas (es) : Cucurella
- Marta May : Margarida
- Andrés Martínez : sergent de la Guardia Civil